# Черепахин, Андрей Михайлович
Андрей Михайлович Черепахин (род. 3 ноября 1972 года, Фергана, УзССР) — российский борец классического (греко-римского) стиля. Заслуженный мастер спорта России. Чемпион России 1995 года в категории до 74 кг, двукратный победитель Кубка мира по греко-римской борьбе (1997, 2001) в категории до 76 кг.Участвовал в чемпионате Европы в Сейняйоки, где занял 6 место в категории до 84 кг.В 1995—2003 годах был членом сборной РФ по греко-римской борьбе.

## Биография
Борьбой начал заниматься в 9 лет (1981 год) в ДЮСШ под руководством Владимира Леонгардовича Блинда. После переезда в Россию основным тренером Черепахина стал Александр Григорьевич Курилов.

## Спортивные достижения
В 1995 году
- место на Чемпионате России. Барнаул до 74 кг[4].

- место на международном турнире на Призы Александра Карелина

В 1997 году
- место на Кубке мира в личном зачете.

В 1998 году
- место на международном турнире Ивана Поддубного (Гран-при Ивана Поддубного).

В 1999 году
- место на Чемпионате Всемирных военных игр в категории до 76 кг[2].

В 2000 году
- место на международном турнире Ивана Поддубного (Гран-при Ивана Поддубного).»[5].

В 2001 году
- место на международном турнире Ивана Поддубного (Гран-при Ивана Поддубного).

- место на Кубке мира в личном зачете. до 76 кг.

В 2002 году
- место на Чемпионате России (2002) до 84 кг[6].

## Образование
1990—1994 гг. — Омский государственный институт физической культуры и спорта по специальности «тренер-преподаватель»
2001—2003 гг. — Новосибирская государственная академия экономики и управления по специальности «финансовый менеджер»

## Общественная деятельность
В 2005 году в Новосибирске Андреем было создано некоммерческое партнёрство «Союз Ветеранов Спорта» вместе с двумя именитыми российскими спортсменами из ММА — Магомедом Магдиевичем Мирзамагомедовым и Максимом Владимировичем Тарасовым.
Принимает активное участие в развитии спорта в городе Новосибирск — является учредителем спортивного клуба борьбы «Прогресс», активно помогает развитию спортивного клуба по ММА «Союз Ветеранов Спорта» и клубу «Союз».